# Lira (ozvezdje)
Lira (latinsko Lyra) je majhno ozvezdje severne nebesne poloble in eno od 88 sodobnih ozvezdij, ki jih je priznala Mednarodna astronomska zveza. Bilo je tudi eno od Ptolemejevih 48 ozvezdij. Ime ozvezdja izhaja iz starogrškega imena za liro - λύρα: lýra.

## Znana nebesna telesa v ozvezdju

### Zvezde:
- Vega (α Lyr), belomodra, spektralni razred A0V, 9200 K, navidezni sij 0,03m, absolutni izsev je 58-krat večji od Sončevega, oddaljenost od Sonca 25,3 sv. l.

### Drugo
- Planetarna meglica M57 Obročasta meglica (v središču modra pritlikavka s temperaturo 100.000 K, gostota več tisočkrat večja od Sonca).

Koordinati:  19h 00m 00s, +40° 00′ 00″